# Centorumis trigona
Centorumis trigona är en klomaskart som beskrevs av Reid 1996. Centorumis trigona ingår i släktet Centorumis och familjen Peripatopsidae. Inga underarter finns listade i Catalogue of Life.